# Charles Foulkes
Pour les articles homonymes, voir Foulkes.
Charles Foulkes est un général canadien de la Seconde Guerre mondiale, né à Stockton-on-Tees en Angleterre et mort le 12 septembre 1969 à Ottawa. Il commanda le 1er Corps canadien lors de la libération de l'Europe de l'Ouest en 1944 et 1945 et sera après guerre Commandant de l'Armée canadienne.

## Avant-guerre
Ayant rejoint l'Armée canadienne en 1926, il est officier du Royal Canadian Regiment. En 1937, il fréquente le Staff College de Camberley en Angleterre.

## Seconde Guerre mondiale
Au début de la Deuxième Guerre mondiale, Foulkes était major dans la 3e Brigade de la 1re Division d'infanterie canadienne. Plus tard, il devient commandant du 1er Corps canadien.
Le 5 mai 1945, Foulkes convoqua le général allemand Johannes Blaskowitz à l'hôtel de Wereld dans la ville Wageningue aux Pays-Bas pour discuter de la capitulation des forces allemandes sous son commandement (le Heeresgruppe H). Le Prince Bernhard, agissant en qualité de commandant en chef des Forces néerlandaises de l'intérieur, assista à la réunion. Blaskowitz fut d'accord avec toutes les propositions faites par Foulkes. Toutefois, nulle part dans le bâtiment - certaines sources affirment : nulle part dans l'ensemble de la ville - on ne put trouver une machine à écrire  pour dactylographier le document. Le lendemain, les deux parties se rencontrèrent à nouveau et, en présence du général Foulkes, Blaskowitz signa le document de reddition qui, entre-temps, avait été tapé.

## L'après-guerre

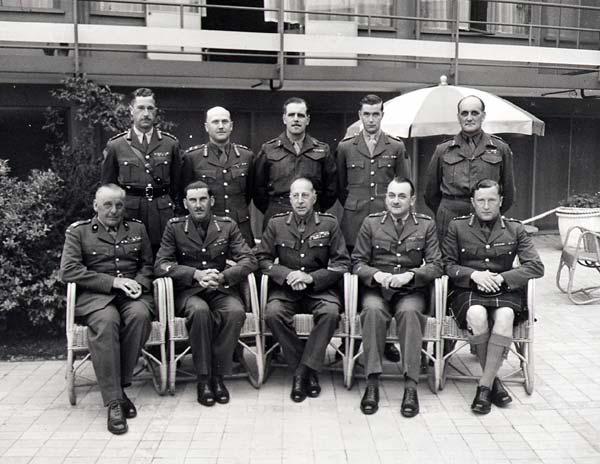
General Foulkes, assis 2e en partant de la droite, avec d'autres généraux de la First Canadian Army.

En décembre 1945, Foulkes a été nommé chef d'état-major. Ses préoccupations sur le renseignement d'origine électromagnétique le mèneront à rédiger un mémorandum intitulé « Proposition pour l'établissement d'une organisation nationale de renseignement » (A proposal for the Establishment of a National Intelligence Organization.). Le Centre de la sécurité des télécommunications fut fondé en 1946 et ses efforts furent encore plus marqués pour les communications sans fils. 

## Décorations

### Décorations canadiennes
- Compagnon de l'ordre du Canada

### Décorations étrangères
- Grand officier de l'ordre de la Couronne ( Belgique)
- Commandeur de la Legion of Merit ( États-Unis)
- Commandeur de la Légion d'honneur ( France)
- Grand-croix de l'ordre de Georges Ier ( Grèce)
- Grand officier de l'ordre du Mérite de la République italienne ( Italie)
- Grand officier de l'ordre d'Orange-Nassau ( Pays-Bas)
- Chevalier grand croix de l'ordre du Bain ( Royaume-Uni)
- Commandeur de l'ordre de l'Empire britannique ( Royaume-Uni)
- Médaille de l'ordre du Service distingué  ( Royaume-Uni)

## Sources
- (en) Cet article est partiellement ou en totalité issu de l’article de Wikipédia en anglais intitulé « Charles Foulkes (Canadian general) » (voir la liste des auteurs).